# Körhinta (telenovella)
A körhinta (spanyolul: El Carrusel) egy mexikói ifjúsági telenovella, amit 1989 és 1990 között készített a Televisa. A producere Valentín Pimstein volt, a sorozat az 1983 és 1985 között készült argentin ifjúsági telenovella a Señorita maestra (Tanító néni) remake-je. A sorozat forgatókönyvét Abel Santa Cruz ötlete nyomán Claudia Esther O'Brien és Lei Quintana írták. Magyarországon az MTV 2 sugározta 1994. március 13. és 1994. június 5. között minden vasárnap délelőtt.

## Története
A sorozat egy általános iskolai osztály mindennapját és az iskola tanáraihoz való viszonyukat mutatják be, akik az Escuela Mundial nevű általános iskola diákjai. Osztályfőnökük és egyben tanítójuk Ximena tanárnő (Gabriela Rivero) közkedvelt, gyerekszerető tanár. Ximena tanárnő ugyanakkor gyakran hangsúlyoz diákjainak olyan értékeket, mint a szerelem, szeretet, barátság és a bizalom. Emellett a sorozat külön kiemeli a mexikói társadalom egyik legérzékenyebb pontját, a társadalmi különbségek feloldását. A szegény Cirio és a gazdag, elkényeztetett María Joaquina (Ludwika Paleta) között kialakuló kapcsolat is a sorozat egyik főcselekménye. A diákok közt megtalálhatók azok a karakterek, akik minden osztályban vannak.

## Szereplők

### Gyerekek
- Joseph Birch - David Ravinovich
- Gabriel Castañón - Mario Ayala
- Hilda Chávez - Laura Quiñones
- Manuel Fernández - Adrián García
- Rosario Zúñiga - Marcelina Guerra
- Flor Edwarda Gurrola - Carmen Carrillo
- Silvia Guzmán - Alicia Guzmán
- Jorge Granillo - Jaime Palillo
- Kristel Klitbo - Valeria Ferrer
- Ramón Valdez Urtiz - Abelardo Cruz
- Mauricio Armando - Pablo Guerra
- Karin Nisembaum - Bibi Smith
- Ludwika Paleta - María Joaquina Villaseñor
- Abraham Pons - Daniel Zapata
- Yoshiki Takiguchi - Kokimoto Mishima
- Pedro Javier Vivero - Cirilo Rivera
- Rafael Omar - Jorge del Salto
- Erika Garza - Clementina Suárez
- Johan Sierra - Pedro Simshikis
- Jairo Gómez

### Felnőttek
- Gabriela Rivero - Ximena Fernández tanárnő[3]
- Augusto Benedico - Don Fermín (#1)
- Armando Calvo - Don Fermín (#2)
- Odiseo Bichir - Federico Carrillo
- Rebeca Manríquez - Inés de Carrillo
- Mikel Bilbao - Profesor Juan Deportes
- Johnny Laboriel - José Rivera
- Verónica con K. - Belen de Rivera
- Arturo García Tenorio - Ramón Palillo
- Adriana Laffan - Luisa de Palillo
- Álvaro Cerviño - Dr. Miguel Villaseñor
- Karen Sentíes - Clara de Villaseñor (#1)
- Kenia Gascón - Clara de Villaseñor (#2)
- David Ostrosky - Isaac Ravinovich
- Gerardo Paz - Samuel Muñoz
- Rossana Cesarman - Rebeca de Ravinovich
- Beatriz Moreno - Directora Felicia Orraca
- Raquel Pankowsky - Maestra Matilde Mateuche
- Alejandro Tommasi - Alberto del Salto
- Cecilia Gabriela - Roxana de del Salto
- Marcial Salinas - Germán Ayala
- Beatriz Ornella - Natalia de Ayala
- Oscar Narváez - Ricardo Ferrer
- Bárbara Córcega - Elena de Ferrer
- Ismael Larumbe - Roberto Guerra
- Erika Magnus - Isabel de Guerra
- Manuel Guízar - Sr. Marcos Morales
- Yula Pozo - Juanita
- Janet Ruiz - Susana tanárnő
- Pituka de Foronda - Sara Ravinovich
- Blanca Torres - Toña
- Ada Carrasco - Tía Matilde
- Queta Carrasco - Tía Rosa
- Ignacio Retes - Sr. Ortiz
- Tony Carbajal - Elías
- Lupita Sandoval - Dorotea
- Dina de Marco
- José Luis Yaber
- Luisa Huertas
- Luis Enrique Roldán
- Carmen Sagredo
- Julián Bravo
- Josefina Escobedo
- Lili Inclán
- Ana María Aguirre
- Jorge Pascual Rubio
- Perla de la Rosa
- Jesús Manuel Casher
- Ada Croner
- Manuel Ávila
- Armando Franco
- Roberto Porter
- Lizzeta Romo
- José Luis Duval
- Frank Méndez
- Alejandro del Castillo
- Arturo Lorca

## Érdekességek
- A sorozat korábbi változata az 1983-as argentin Señorita maestra, Cristina Lemercier főszereplésével, az újabb változat a 2002-ben készült Hajrá skacok Andrea Legarreta, Eduardo Capetillo és Miguel de León főszereplésével.
- Pituka de Foronda és Kenia Gascón később együtt szerepeltek a Marimarban.
- David Ostrosky, Ludwika Paleta  és Rebeca Manríquez később együtt szerepeltek a Maríában.

## TVyNovelas-díj1990
- Legjobb lánygyermek színész: Ludwika Paleta
- Legjobb fiúgyermek színész: Jorge Granillo

## Fordítás
- Ez a szócikk részben vagy egészben  a   Carrusel (telenovela) című spanyol Wikipédia-szócikk ezen változatának fordításán alapul.  Az eredeti cikk szerkesztőit annak laptörténete sorolja fel. Ez a jelzés csupán a megfogalmazás eredetét és a szerzői jogokat jelzi, nem szolgál a cikkben szereplő információk forrásmegjelöléseként.